# Rafael Arévalo Martínez
Rafael Arévalo Martínez (Quetzaltenango, 25 luglio 1884 – Città del Guatemala, 12 giugno 1975) è stato uno scrittore guatemalteco.
Esponente del cosiddetto realismo magico, tra le sue opere si citano Maya (1911), Gli addormentati (1914) Le rose di Engaddi (1927), L'uomo che pareva un cavallo (1914), Il mondo delle maharachias (1939), Viaggio a Ipanda (1939), Ecce Péricles (1947).